# Satake Yoshishige
Satake Yoshishige (佐 竹 義 重, 7 de março de 1547 - 19 de maio de 1612) foi um daimyō japonês do período Sengoku. Ele era o chefe da 18ª geração do clã Satake. Ele era conhecido por sua ferocidade na batalha; ele também era conhecido pelo apelido de "Ogro Yoshishige" (鬼 義 重, Oni Yoshishige).

## Subida ao poder
Yoshishige (cujo posto era Hitachi no suke) era o filho mais velho de Satake Yoshiaki (1531-1565) e ocupava o Castelo de Ota na província de Hitachi. Seu pai, cuja saúde estava piorando, entregou a liderança a Yoshishige em 1562 e morreu três anos depois. Um senhor agressivo, Yoshishige consolidou o domínio dos Satake sobre Hitachi e lutou com casas locais como Ashina, Oda, Naya. Embora ele tomasse o Castelo Shirakawa do clã Yûki, a principal preocupação de Yoshishige era o clã Hôjô. Aliado aos Satomi e Utsunomiya, Yoshishige resistiu à expansão do Hôjô no leste de Kanto por muitos anos, que eestavam estendendo seu poder ao sul de Hitachi. Um desses encontros foi a Batalha de Numajiri, onde 20.000 homens sob o comando de Yoshishige lutaram com 80.000 soldados Hojo.O Satake venceu, em parte devido ao uso de mais de 8.600 rifles matchlock por suas tropas.

## Guerra contra Masamune
Em meados da década de 1580, Yoshishige também se envolveu em ações contra, Date Masamune.Ele se aliou aos Ashina e Sôma (ambos ex-rivais Satake) e contribuiu com sua força para a guerra deles com o Date, com as tropas Satake lutando na Batalha de Hitadori Bridge (1585).

## Servindo a Hideyoshi e Batalha de Sekigahara
Yoshishige passou o controle oficial do Satake para seu filho Satake Yoshinobu em 1589, mas permaneceu efetivamente no comando depois. Os Satake se submeteram a Toyotomi Hideyoshi em 1590 e enviaram suas forças para ajudar na Campanha Odawara.
Quando os lados estavam sendo traçados em 1600 entre Tokugawa Ieyasu e Ishida Mitsunari, Yoshinobu hesitou. Ele a princípio decidiu se juntar à causa de Ishida e mandou mensagens para Uesugi Kagekatsu, então, no último momento, hesitou e fez é se juntar a Tokugawa. Após a Batalha de Sekigahara, Yoshishige foi capaz de interceder em nome de Yoshinobu quando este foi punido por Tokugawa Ieyasu por seu comportamento indeciso. Os Satake só foram transferidos para Akita em 1602, o custo de mais da metade de sua renda (de 545.000 koku para cerca de 200.000 koku). Posteriormente, Yoshishige viveu no Castelo de Rokugo. Yoshishige era conhecido como um militante duro e carregava o apelido de Ôni Yoshishige (ogro Yoshishige).

## Após Sekigahara
Restam muitas anedotas sobre a vida de Yoshishige. Por exemplo, dizem que ele não usou um futon para dormir, em vez disso, preparou apenas um tapete fino. Possivelmente ele começou este costume porque sempre se dedicava à guerra e, portanto, passava muitas noites no campo com seu exército. Após se mudar para Rokugo, seu filho Yoshinobu, preocupado com seu conforto no clima frio, enviou um futon para ele usar. Por respeito ao filho, Yoshishige tentou dormir no futon, mas não conseguiu ficar confortável. Ele, portanto, voltou para sua velha esteira de campanha e, podemos supor, dormiu descansadamente.
Os retentores mais notáveis de Yoshishige incluíam Awada Akitame, Kajiwara Masakage e Satake Yoshisuke.